# Agnes von Weimar-Orlamünde

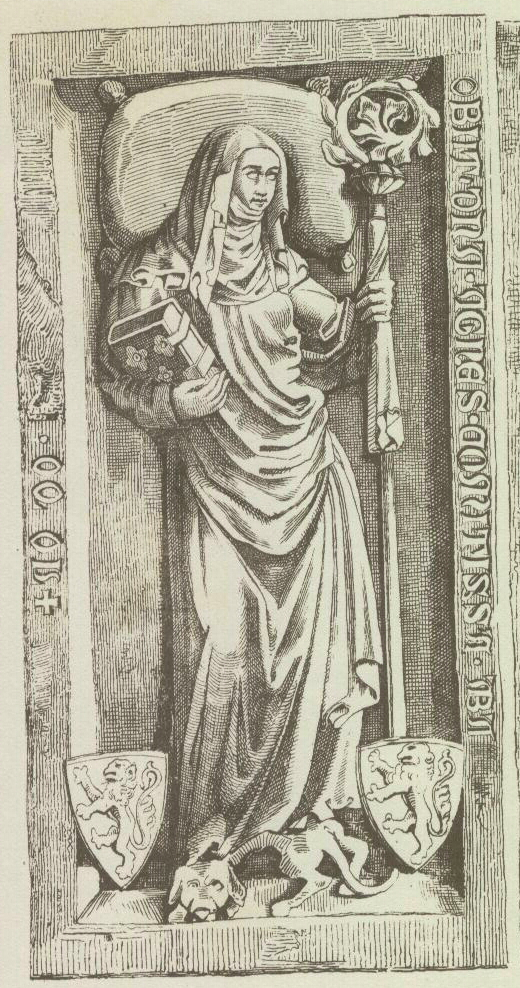
Epitaph der Agnes von Weimar-Orlamünde in der Kirche des Klosters Himmelkron

Agnes von Weimar-Orlamünde († 19. September 1354) war Äbtissin des Klosters Himmelkron in Oberfranken.
Sie stammte aus der Familie der Grafen von Weimar-Orlamünde und war die Tochter des Grafen Otto III. und seiner Gattin Agnes, einer geborenen Gräfin von Truhendingen.
In der Überlieferung wird Agnes als erste Äbtissin von Himmelkron genannt. Ihr Vater hatte das Kloster Himmelkron am 28. Dezember 1279 gestiftet. Aufgrund des großen Zeitraums zwischen der Klostergründung und ihrem Tod 1354 und weil Agnes in dem Stiftungsbrief nicht erwähnt wird, nimmt man jedoch an, dass es in der Anfangszeit des Klosters zumindest eine weitere Äbtissin oder Priorin gegeben hat.
Das Epitaph der Äbtissin Agnes befindet sich seitlich des Chorraums in der Klosterkirche. Er wird dem Wolfskeelmeister zugeschrieben, der auch das Epitaph von Otto II. von Wolfskeel im Würzburger Dom schuf.